# آناتولیوس
آناتولیوس (یونانی: Ανατόλιος؛ – ۱ ژانویهٔ ۰۵۷۰) یک فرماندار امپراتوری بیزانس، فعال در دوران سلطنت تیبریوس دوم کنستانتین (ح. ۵۷۴–۵۸۲) بود.